# Neoplecostomus franciscoensis
Neoplecostomus franciscoensis är en fiskart som beskrevs av Langeani, 1990. Neoplecostomus franciscoensis ingår i släktet Neoplecostomus och familjen Loricariidae. Inga underarter finns listade i Catalogue of Life.